# Věra Vokáčová
Věra Vokáčová, roz. Kramplová (28. dubna 1930, Písek – 1. října 2015, Praha) byla historička umění, kurátorka a vedoucí sbírek kovu a šperku Uměleckoprůmyslového muzea v Praze.

## Život a dílo
Mládí strávené ve skautu a dospívání ve válečných letech ovlivnily její životní postoje. V letech 1952–1957 vystudovala dějiny umění a historii na Filozofické fakultě Univerzity Karlovy v Praze (prof. Jan Květ, Jaroslav Pešina). Absolvovala obhajobou diplomové práce Renesanční interiérová výzdoba hradu Rožmberka (1957, Mgr.). V 70. a 80. letech absolvovala studijní pobyty v Centre d'etudes archéologique v Poitiers a krátkodobé pobyty v NDR, Maďarsku, Polsku, Rumunsku a středoasijských a kavkazských republikách SSSR.
Mimo krátké období 1957–1958, kdy jako pracovnice Národního muzea připravovala výstavu Husitské hnutí a Jiří z Poděbrad v Táboře, pracovala od roku 1959 nepřetržitě až do roku 1993 jako kurátorka odboru užitého umění v Uměleckoprůmyslovém muzeu v Praze. Její specializací se staly kovy, dřevo a jiné materiály, stolní náčiní, později zejména kovy a šperky. V letech 1986–1993 byla vedoucí tohoto odboru. Výrazně se zasloužila o rozmnožení a odborné zpracování sbírkových fondů UPM o moderní autorský šperk. Díky její aktivitě a mezinárodnímu renomé mohli čeští a slovenští umělci v oblasti autorského šperku svá díla od sklonku šedesátých let pravidelně vystavovat nejen v Československu, ale též v zahraničí. Zpracovala odborně práce rudolfínského zlatníka Paula van Vianen ve sbírkách UPM. a podílela se významně na týmových projektech, jako byla např. výstava Rudolf II. a Praha (1997). Po odchodu do penze působila v nákupní komisi a poradním sboru UPM.
Přednášela na VŠUP, v Institutu výtvarné výchovy UJEP Ústí nad Labem, v ÚBOK, ČFVU, ÚUŘ, Asociaci starožitníků a jinde. Je autorkou hesel v Nové encyklopedii českého výtvarného umění. Publikovala v časopisech Ateliér, bydlení, Domov, Klenotník Hodinář, Starožitnosti a užité umění, Tvar, Umění a řemesla, Výtvarná práce, ad. Její rozsáhlý katalog Český granát (1984) se stal cenným zdrojem informací pro bádání v oblasti granátového šperkařství. Obsahuje formální rozbory granátových šperků podle jednotlivých historických epoch, soupis nejdůležitější literatury a obsažné popisy vystavených exemplářů.

### Kurátorka výstav
- 1963/1964 Ohýbaná židle, Uměleckoprůmyslové muzeum Praha
- 1968 Kov a šperk, Galerie na Betlemském náměstí, Praha
- 1971 Sepp Schmölzer: Šperky, Galerie na Betlemském náměstí, Praha
- 1978 Soudobý československý šperk, Muzeum skla a bižuterie v Jablonci nad Nisou
- 1980 Jan Nušl: Práce z let 1912–1980, Galerie Československý spisovatel, Praha
- 1983 Český šperk 1963–1983, Středočeské muzeum Roztoky
- 1984 Český granát, Uměleckoprůmyslové muzeum Praha
- 1990 Kov a šperk: Oborová výstava, Galerie Václava Špály, Praha